# ایستگاه راه‌آهن تیرتاش
ایستگاه راه آهن تیرتاش مربوط به اوایل دوره پهلوی است و در شهرستان گلوگاه، بخش کلباد، دهستان کلباد شرقی ، شهر تیرتاش ، نزدیک امامزاده احمد لمراسک واقع شده و این اثر در تاریخ ۱۴ اسفند ۱۳۸۵ با شمارهٔ ثبت ۱۷۷۹۸ به‌عنوان یکی از آثار ملی ایران بنام ایستگاه راه آهن تیرتاش به ثبت رسیده‌است.